# 登誉天室
登誉 天室（とうよ てんしつ、生年不詳 - 1574年7月5日（天正2年6月17日））は、戦国時代の僧侶。大樹寺住職。

## 経歴

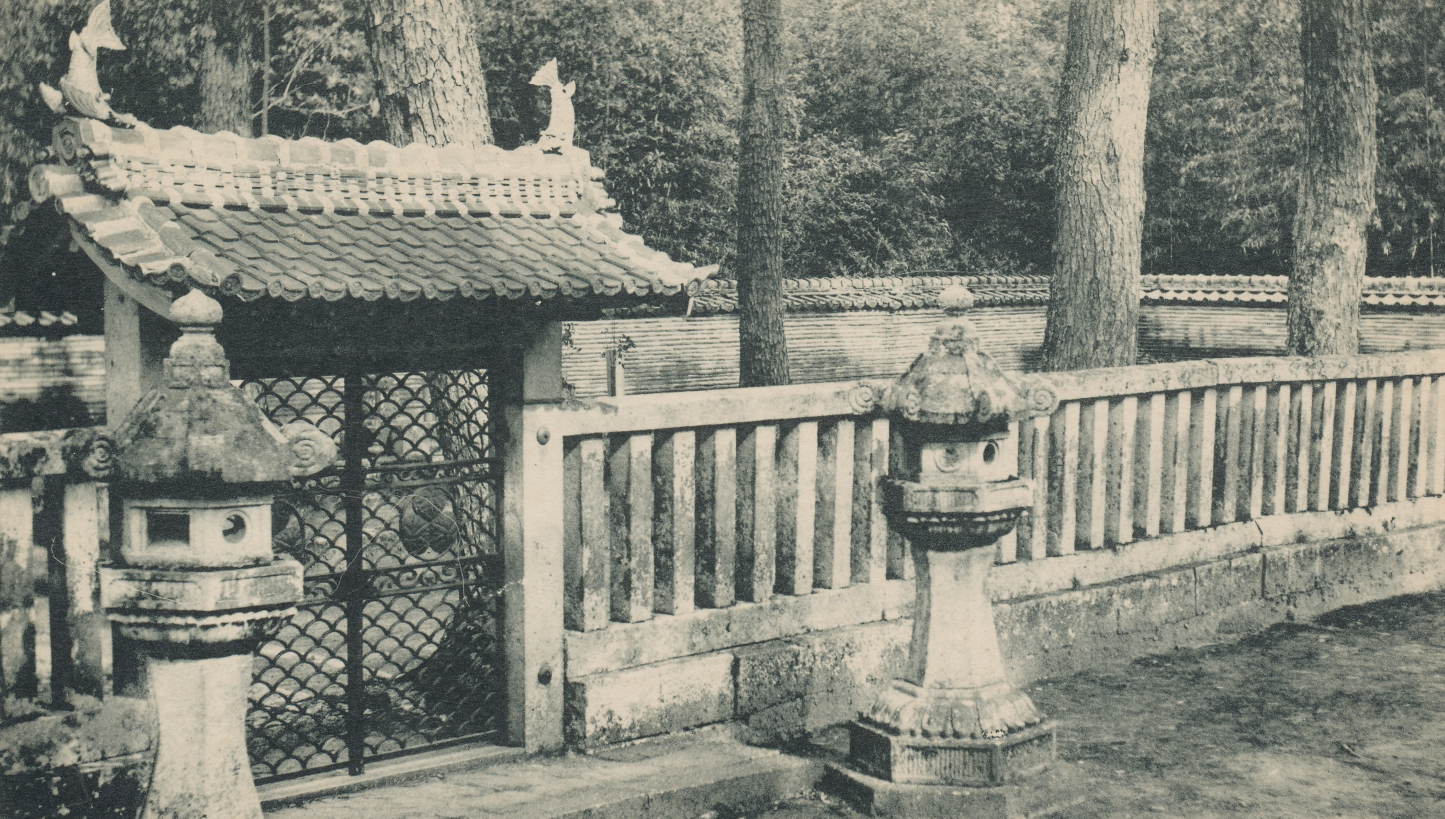
大樹寺の松平八代墓。寺の言い伝えによれば、松平元康（徳川家康）はこの前で自害を図ろうし、登誉天室がそれを諫めて止めたとされる。

相模国小田原の人。浄土宗成道山大樹寺（愛知県岡崎市）の13代目住職。
永禄3年（1560年）5月19日昼頃、今川義元は桶狭間の戦いで戦死。織田方の武将の水野信元は、甥の松平元康（徳川家康）のもとへ浅井道忠を使者として遣わした。同日夕方、道忠は元康が守っていた大高城に到着し、今川義元戦死の報を伝えた。織田勢が来襲する前に退却するようとの勧めに対し、元康はいったん物見を出して桶狭間敗戦を確認した。同日夜半に退城。岡崎城内には今川の残兵がいたため、これを避けて翌20日菩提寺の大樹寺に入った。このとき、登誉上人と相談の上、独自の軍事行動をとり、今川からの独立を果たそうとしたと言われている。ほどなく今川軍は岡崎城を退去し、23日、元康は「捨城ならば拾はん」と言って岡崎城に入城した。
徳川家康の馬印の一つとして用いられた「厭離穢土欣求浄土」（穢れたこの世を離れ、浄土に往生することを願い求める）の纏と登誉上人の関係については様々な説がある。

## 映像作品
テレビドラマ
- 徳川家康（1983年（昭和58年）、NHK大河ドラマ、演：大塚国夫）
- どうする家康（2023年（令和5年）、NHK大河ドラマ、演：里見浩太朗）